# Helgi Daníelsson
Helgi Valur Daníelsson (Uppsala, 13 luglio 1981) è un ex calciatore islandese di passaporto svedese.

## Carriera
Nasce in Svezia, ma inizia la sua carriera nella terra d'origine, l'Islanda.
Daníelsson viene acquistato dagli inglesi del Peterborough United, che nel 2000 lo prestano al club da cui lo avevano acquistato, il Fylkir. Terminato il prestito, giocò in Division Two fino al 2003, anno in cui ritornò, questa volta a titolo definitivo, al Fylkir.
Il debutto nel campionato svedese avviene nel 2006 con la maglia dell'Öster, poi dopo un biennio si è trasferito all'Elfsborg, squadra in cui rimane per due anni.
Nel gennaio 2010 viene ceduto in 2. Bundesliga all'Hansa Rostock ma la parentesi tedesca durò solo pochi mesi, così dal luglio seguente diventa un giocatore dell'AIK firmando un contratto di tre anni e mezzo. Sua l'ultima rete di sempre dell'AIK allo stadio Råsunda, un colpo di testa dal limite dell'area in Europa League contro il Napoli per il momentaneo pareggio.
Ha giocato la sua ultima partita con l'AIK il 22 luglio 2013, in trasferta contro l'Häcken (vittoria 2-3), prima di iniziare ufficialmente a far parte del club portoghese del Belenenses. Nell'agosto 2014 rescinde il contratto per motivi familiari, firmando poi con i danesi dell'AGF Aarhus.
Nel giugno 2015 si ritira dal calcio giocato all'età di 33 anni.

## Palmarès
- Supercoppa di Svezia: 1

AIK: 2010